# Larry Murphy (Schauspieler)

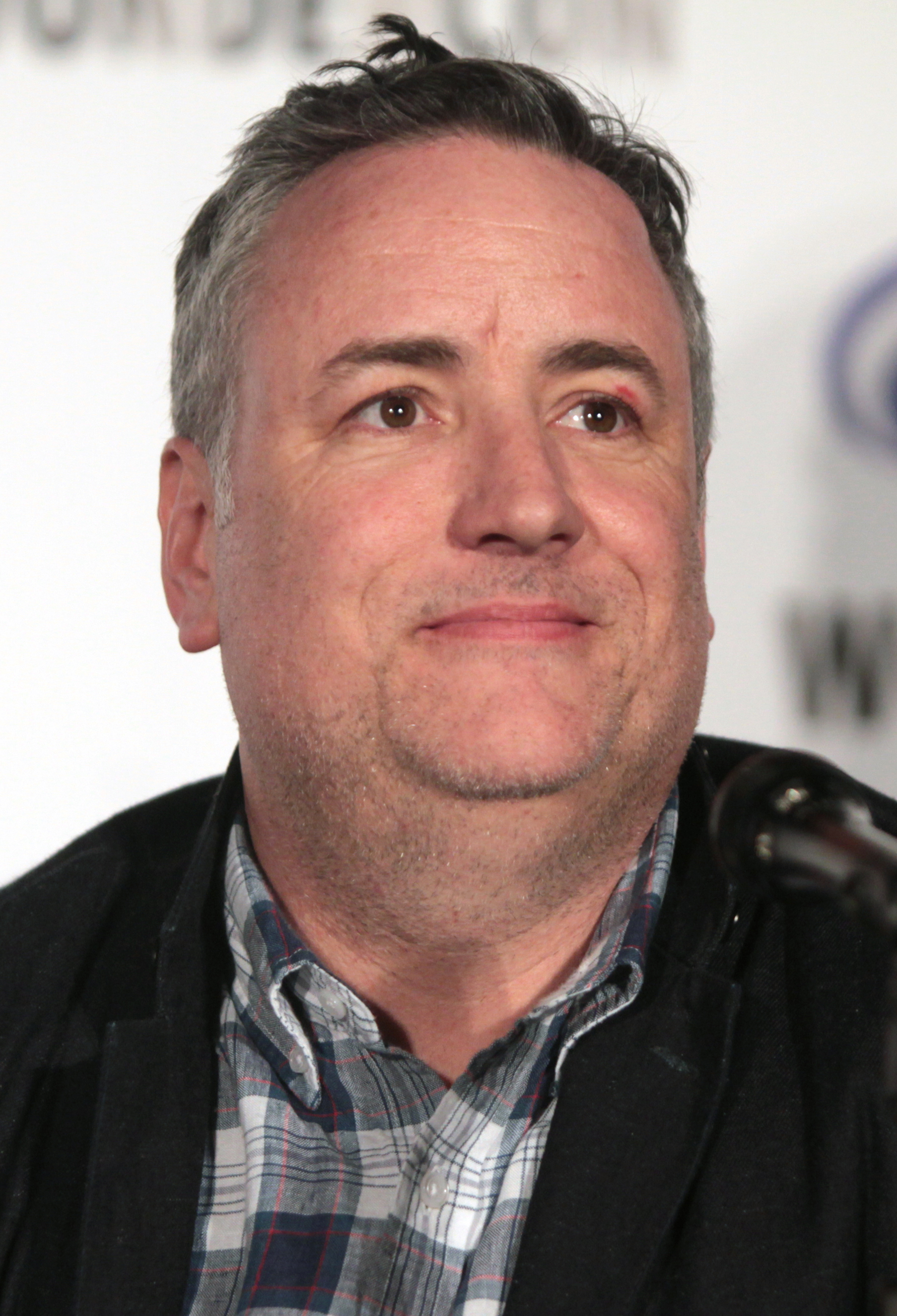
Larry Murphy, 2016

Larry Murphy (* 12. März 1972 in Abington, Massachusetts) ist ein US-amerikanischer Schauspieler und Synchronsprecher.

## Leben
Murphy war zunächst als Stand-up-Comedian in Massachusetts aktiv. 2001 erhielt er ein erstes Engagement als Gastsprecher in einer Episode der Zeichentrickserie Der kleine Meisterregisseur. Für diese Episode erhielt er zudem einen Credit als Drehbuchautor. Einer der Hauptsprecher dieser Serie war H. Jon Benjamin, mit dem Murphy zwischen 2004 und 2006 in der Zeichentrickserie O'Grady wieder zusammenarbeitete. Zwischen 2006 und 2008 waren beide in Assy McGee zu hören, hier war Murphy in der Titelrolle des Assy McGee erstmals Teil des Hauptcasts einer Serie und schrieb für die Episode The Assy Diaries das Drehbuch. Seit 2011 spricht er die Rolle des Teddy in der Serie Bobs Burgers, in der er auch mehreren anderen Figuren seine Stimme leiht. Häufig kommt es dabei zu Gesangseinlagen, den Titel Christmas Magic in der Weihnachtsepisode Vater des Bob verfasste er dabei selbst.

## Filmografie (Auswahl)

### Synchron
- 2001: Der kleine Meisterregisseur (Home Movies)
- 2006–2008: Assy McGee
- 2010–2012: Ugly Americans
- 2011–2015: Aqua Teen Hunger Force
- 2012–2017: Archer
- seit 2011: Bobs Burgers (Bob's Burgers)